# Yadava's (Vedische tijd)

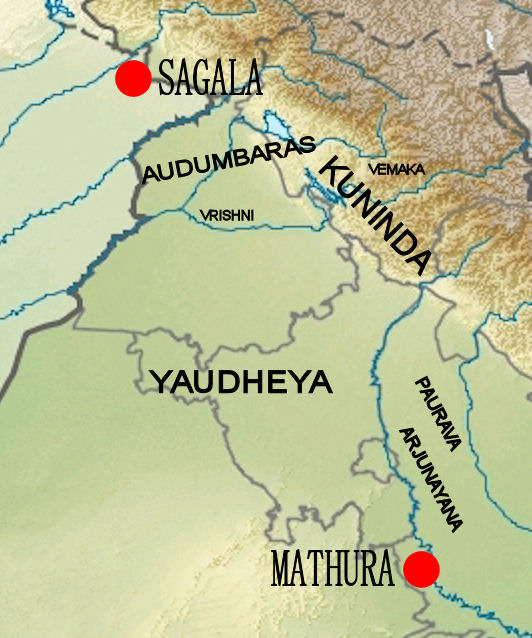
De Vrishni's waren een van de Yadava clans, in het gebied van Mathura. De plek van de Vrishni's onder de andere groepen: de Audumbara's, de Kuninda's, de Vemaka's, de Yaudheya's, de Paurava's en de Arjunayana's.

De Yadava's (nazaten van Yadu, Yadu's) waren een oud Indiaas volk, die meenden af te stammen van de legendarische koning Yadu. De gemeenschap bestond uit vier clans: de Abhira's, Andhaka's, Vrishni's en Satvata's, die allen Krishna vereerden.
Ze zijn in de oude, Indiase literatuur onderverdeeld volgens de afstammingslijn van Yadu (Yaduvamsha). Er zijn verschillende gemeenschappen en koninklijke dynastieën geweest op het Indiase subcontinent, die beweerden van de oude clans af te stammen.
Van de Yadava clans, die in de oude, Indiase literatuur worden vermeld, wordt aangenomen dat de Haihaya's afstamden van Sahasrajit, de oudste zoon van Yadu en alle andere Yadava clans, waaronder de Chedi's, Vidarbha's, Satvata's, Andhaka's, Kukura's, Bhoja's, Vrishni's en de Shainya's, afstamden van Kroshtu (Kroshta), de jongste zoon van Yadu.
Van de vamshanucharita (genealogie) delen van de belangrijkste purana's kan worden afgeleid dat de Yadava's zich verspreidden over het gebied van het Aravalligebergte, Gujarat, de Narmada-vallei, de noordelijke Deccan en de oostelijke Ganges-vallei. De Mahabharata en de purana's noemen de Yadu's of Yadava's, een confederatie van veel clans, als de heersers over het gebied van Mathura. De Mahabharata verwijst ook naar de exodus (uittocht) van de Yadava's van Mathura naar Dvaraka, wegens de druk van de Paurava heersers van Magadha en waarschijnlijk ook van de Kuru's.
Vasudeva, de vader van Krishna en Balarama, was een Yadava prins.